# Alma's Not Normal
Alma's Not Normal är en brittisk komediserie vars första säsong hade premiär den 7 april 2020. Första säsongen består av sju avsnitt inklusive pilotavsnittet. Serien är skapad av Sophie Willan, som även spelar seriens titelkaraktär. Serien har blivit förnyad med en andra säsong.

## Handling
Serien kretsar kring arbetarklasskvinnan Alma Nuthall som kommer från en excentrisk familj.

## Rollista (i urval)
- Sophie Willan - Alma Nuthall
- Jayde Adams - Leanne
- Siobhan Finneran - Lin Nuthall
- Lorraine Ashbourne - Joan Nuthall
- James Baxter - Anthony
- Nicholas Asbury - Jim
- Dave Johns - Bill
- Katie Redford - Jane
- Dave Spikey - Ian
- Sue Vincent - Trish